# Faute (droit)
Pour les articles homonymes, voir Faute.
Cet article présente la notion de faute dans différents systèmes juridiques.

## Droit français
En droit français, une faute peut être vue comme le fait de commettre ce que l'on n'avait pas le droit de faire, ou de ne pas faire ce que l'on aurait dû faire. Ainsi, une omission ou une négligence peuvent constituer une faute.

## Droit québécois
En droit québécois, la faute est la méconnaissance de ses devoirs civils. On distingue entre la faute subjective et la faute objective. La faute subjective est la commission d'un acte illicite engageant la responsabilité. La faute objective est celle où une personne échoue le test de la personne raisonnable placée dans la même situation. Les principales dispositions du Code civil du Québec qui traitent de la faute extracontractuelle ou de l’inexécution contractuelle sont les articles 1457-1458 C.c.Q..

## Common law
Il n'existe pas de notion de faute en responsabilité délictuelle de common law, sous réserve de l'utilisation de ce terme dans le droit des assurances ou dans le droit du divorce. Toutefois, des institutions conceptuellement similaires à la faute du droit civil existent sous d'autres noms.
- Les actes illicites que le droit civil qualifierait de faute subjective sont regroupés sous le nom de délit civil intentionnel parce que l'auteur de ce type de délit commet intentionnellement un acte illicite. Cette comparaison a toutefois des limites car les fautes subjectives non reconnues par la common law (par ex. l'injure raciste) n'ont pas le statut de délit civil et ne sont donc pas sanctionnables par les tribunaux de droit commun[4].
- Quant au délit civil de négligence, il est conceptuellement similaire à la faute objective du droit civil car l'auteur de ce délit civil agit avec insouciance envers son prochain et lui cause un dommage alors qu'il avait un devoir de diligence, le dommage devant être raisonnablement prévisible avec un lien de proximité suffisant à l'égard de la victime.